# ژوکی (گمینا ترسپول)
ژوکی (به لهستانی:  Żuki) یک روستا در لهستان است که در گمینا ترسپول واقع شده‌است.